# عمران بحر
عمران بحر (27 أكتوبر 1930 - 1 مايو 2007)، ممثل مصري. بدأ مسيرته عام 1954  واستمر حتى وفاته عام 2007.

## أعماله
- 1986: آه يا بلد آه

## روابط خارجية
- عمران بحر على موقع IMDb (الإنجليزية)
- عمران بحر على موقع الدهليز
- عمران بحر على موقع قاعدة بيانات الأفلام العربية